# Riccardia subsimplex
Riccardia subsimplex là một loài rêu trong họ Aneuraceae. Loài này được Stephani R.M. Schust. mô tả khoa học đầu tiên năm 1963.